# Даросава
Даросава је насеље у Србији у општини Аранђеловац у Шумадијском округу. Према попису из 2022. има 1517 становника (према попису из 2011. било је 1813 становника).
Село је после Другог светског рата носило име Партизани, а 29.03.2002. године је враћено старо име Даросава.

## Географија
Даросава се налази северозападно од планине Букуље на граници Јасеничко – Колубарског слива. То је алувијална котлина са 2992 хектара, испреплетана брежуљцима, благим падинама, шумовитим косама и узаним равницама којима теку омање реке сливајући се у реку Пештан, највећу притоку Колубаре. Село је опасано брдима Шутица (472 m), Орловица (482 m) и делом Вагана (463 m) са југоисточне стране, затим са истока десном притоком Пештана – Радовим потоком све до Жутог оглавка(355 m) и даље северозападним венцом брдима Дрењак, Медведњак (350 m) до брда Главице (344 m), са западне стране потоком Златовац и брдом Остењак (254 m), и узводно реком Пештан. Све притоке ове реке су нестабилне са водом а има их са обе стране корита. Леве притоке су потоци: Шутица, Плочник, Хајдучица и Ваган а десне су: Радов поток, Драшковац, Тресавац, Велика Црна река, Пословчица и Даросавица.

## Историја
Природна плодност земљишта и рудно богатство привлачило је људе још у праисторијско доба да се ту настане. У долини Велике Црне реке нађена су неолитска камена оруђа у облику чекића. У потезу Дубрава материјални остаци Римљана указују на постојање насеља у долини реке Даросавице. Старо римско гробље са надгробним натписом по предању указује да је било насеље Дубровчана (мајстора) са ковницом у Златовцу, рудником олова на Руднику и златне жице у Оњегу. На Оглавку (Старо село) има трагова мађарског гробља и бакарног новца, што говори о помору мађарског народа у време насилног насељавања Угара на овим просторима.
Турски цар Мехмед је 1454. године овладао овим просторима од Острвице до Београда, а 1521. године Турци су преузели Београд од Угара и сав народ депортовали у околину Цариграда, тако да су предели запустели. Оно мало народа што је остало или се доселило, 1690. године је побегло преко Саве и Дунава вођени патријархом Арсенијем III Чарнојевићем.
У току Другог светског рата Даросава је била познато уточиште партизана, отуд име места у послератном периоду. Становништво Даросаве је страдало од одмазде због подршке партизанима, о чему постоји запис на споменику цивилним жртвама у Даросави.

## Етимологија
Први назив Даросава нађен је записан у XVII веку према O. F. Ebselvic – у и то написано као ”Tarassawa“. Постоји више верзија о настанку имена села: прва верзија је да је у Крагујевачкој нахији уграбљена девојка и дарована селу; друга верзија је да се волеше Дара и Сава па откуд год иђаше наглас се дозиваше; трећа, а и најпоузданија верзија је да се насеље у Селишту увећало уз реку Даросавицу по којој је и добило име Даросава. Прво насељавање настаје у Боћинцу, потез Селиште (Старо село) између Златовца и Медведњака. Насеље се развијало досељавањем и прираштајем и тако се проширило до Велике Црне реке. У књигама је забележено и то да је постојбина шљиве црвењаче (ранке) Даросава, те се по њој и зове Даросавка.
Сигурно најзначајнији културно-историјски споменик је црква брвнара - Храм Светих апостола Петра и Павла. Осим ове цркве постоји Црква Светог Симона Монаха у Даросави.
Овде се налази ОШ „Славко Поповић” Даросава.

## Први досељеници
Село је основано између Златовца и Медвењака, на месту које се зове Старо Село. Први су досељеници Бађићи, данас изумрли и Вућићи, који не знају од куда су старином. Старе су породице и Шестановићи, Ранковићи, Станојевићи, Грујићи и Пантелићи. Од Станојевића је један брат отишао у Срем, и од њега је данас тамо велика породица. Од Грујића је био познати Јеврем Грујић. У старије породице се убрајају и Станојловићи и Томашевићи, затим Ћирићи, Кузићи, Јекићи, Прокићи, Павићи и Неговановићи.

## Демографија
У насељу Даросава живи 1650 пунолетних становника, а просечна старост становништва износи 41,2 година (40,0 код мушкараца и 42,3 код жена). У насељу има 658 домаћинстава, а просечан број чланова по домаћинству је 3,07.
Ово насеље је скоро у потпуности насељено Србима (према попису из 2002. године), а у последња три пописа, примећен је блажи пад у броју становника.
|  |

| Демографија | Демографија | Демографија |
| Година      | Становника  | Становника  |
| ----------- | ----------- | ----------- |
| 1948.       | 2.602       |             |
| 1953.       | 2.358       |             |
| 1961.       | 2.474       |             |
| 1971.       | 2.526       |             |
| 1981.       | 2.426       |             |
| 1991.       | 2.095       | 2.076       |
| 2002.       | 2.023       | 2.067       |
| 2011.       | 1.813       |             |
| 2022.       | 1.517       |             |

| Етнички састав према попису из 2002.‍ | Етнички састав према попису из 2002.‍ | Етнички састав према попису из 2002.‍ | Етнички састав према попису из 2002.‍ | Етнички састав према попису из 2002.‍ |
| ------------------------------------ | ------------------------------------ | ------------------------------------ | ------------------------------------ | ------------------------------------ |
|                                      |                                      |                                      |                                      |                                      |
| Срби                                 | Срби                                 |                                      | 2.015                                | 99,60%                               |
| Хрвати                               | Хрвати                               |                                      | 1                                    | 0,04%                                |
| Словенци                             | Словенци                             |                                      | 1                                    | 0,04%                                |
| Муслимани                            | Муслимани                            |                                      | 1                                    | 0,04%                                |
| непознато                            | непознато                            |                                      | 5                                    | 0,24%                                |

| Година пописа     | 1948. | 1953. | 1961. | 1971. | 1981. | 1991. | 2002. |
| ----------------- | ----- | ----- | ----- | ----- | ----- | ----- | ----- |
| Број домаћинстава | 520   | 474   | 577   | 617   | 639   | 614   | 658   |

| Број чланова      | 1   | 2   | 3   | 4   | 5  | 6  | 7  | 8 | 9 | 10 и више | Просек |
| ----------------- | --- | --- | --- | --- | -- | -- | -- | - | - | --------- | ------ |
| Број домаћинстава | 133 | 164 | 103 | 122 | 69 | 53 | 10 | 4 | 0 | 0         | 3,07   |

| Пол    | Укупно | Неожењен/Неудата | Ожењен/Удата | Удовац/Удовица | Разведен/Разведена | Непознато |
| ------ | ------ | ---------------- | ------------ | -------------- | ------------------ | --------- |
| Мушки  | 851    | 268              | 527          | 38             | 15                 | 3         |
| Женски | 870    | 132              | 530          | 180            | 24                 | 4         |
| УКУПНО | 1.721  | 400              | 1.057        | 218            | 39                 | 7         |

| Пол    | Укупно                    | Пољопривреда, лов и шумарство | Рибарство                            | Вађење руде и камена | Прерађивачка индустрија       |
| ------ | ------------------------- | ----------------------------- | ------------------------------------ | -------------------- | ----------------------------- |
| Мушки  | 449                       | 20                            | 0                                    | 62                   | 218                           |
| Женски | 254                       | 32                            | 0                                    | 9                    | 125                           |
| УКУПНО | 703                       | 52                            | 0                                    | 71                   | 343                           |
| Пол    | Производња и снабдевање   | Грађевинарство                | Трговина                             | Хотели и ресторани   | Саобраћај, складиштење и везе |
| Мушки  | 2                         | 24                            | 26                                   | 11                   | 27                            |
| Женски | 0                         | 0                             | 15                                   | 17                   | 3                             |
| УКУПНО | 2                         | 24                            | 41                                   | 28                   | 30                            |
| Пол    | Финансијско посредовање   | Некретнине                    | Државна управа и одбрана             | Образовање           | Здравствени и социјални рад   |
| Мушки  | 0                         | 4                             | 4                                    | 2                    | 15                            |
| Женски | 1                         | 5                             | 6                                    | 8                    | 21                            |
| УКУПНО | 1                         | 9                             | 10                                   | 10                   | 36                            |
| Пол    | Остале услужне активности | Приватна домаћинства          | Екстериторијалне организације и тела | Непознато            | Непознато                     |
| Мушки  | 4                         | 0                             | 0                                    | 30                   | 30                            |
| Женски | 3                         | 0                             | 0                                    | 9                    | 9                             |
| УКУПНО | 7                         | 0                             | 0                                    | 39                   | 39                            |

## Познате личности из Даросаве
Из Даросаве је Јеврем Грујић, министар унутрашњих послова у влади кнеза Михаила, министар правде, посланик у Цариграду и Лондону.

## Привреда
У овом месту се становништво претежно бави пољопривредом и сточарством.
У Даросави се налази фабрика "Шамот Даросава" која постоји од 1935. године. Фабрика производи шамотне опеке, термоизолационе бетоне, млевене ватросталне материјале и димњачке цеви.
"Шамот Даросава" је део Холдинг корпорације "Шамот", некада најснажнијег носиоца развоја Даросаве и Аранђеловца. За разлику од осталих делова корпорације који су стечају, "Шамот Даросава" и даље успешно ради.
У самом центру насеља налазе се и мање услужне и трговинске радње.